# Lego Scooby-Doo! Klątwa piratów
Lego Scooby-Doo! Klątwa piratów (ang. Lego Scooby-Doo! Blowout Beach Bash) – 33. film animowany i 28. pełnometrażowy film z serii Scooby Doo z roku 2017. Następca filmu Scooby-Doo! Na Dzikim Zachodzie.

## Opis filmu
Tym razem Brygada Detektywów wyjeżdża nad morze. Szybko jednak przekona się, że nic nie psuje wakacji skuteczniej niż duchy piratów. Aby powstrzymać upiornych awanturników i uratować doroczny Bingo Bal w Bajecznym Brzegu, Brygada będzie musiała zapomnieć o rozgrzanym słońcem piasku i połączyć siły z nowymi przyjaciółmi.

## Wersja polska
Dystrybucja na terenie Polski: Galapagos Films

Wersja polska: Master Film

Reżyseria: Agata Gawrońska-Bauman

Dialogi: Dorota Filipek-Załęska

Dźwięk i montaż: Marta Bator

Kierownictwo produkcji: Agnieszka Kołodziejczyk

Wystąpili:
- Ryszard Olesiński – Scooby Doo
- Jacek Bończyk – Kudłaty
- Agata Gawrońska-Bauman – Velma
- Beata Jankowska-Tzimas – Daphne
- Jacek Kopczyński – Fred
- Adam Bauman – Rob Nokaut
- Janusz Wituch – Brutus Bal
- Wojciech Żołądkowicz – pan Żabnica
- Brygida Turowska – Bingo Bella
- Izabela Dąbrowska – Laura Nokaut
- Małgorzata Szymańska – Mitzi Capaletto
- Krzysztof Szczepaniak – Tommy
- Katarzyna Łaska – Brenda
- Stefan Knothe – przewodnik po muzeum
- Zuzanna Galia – Krissy Nokaut
- Maksymilian Bogumił – Chad Nokaut
- Mikołaj Klimek – szeryf
- Kamil Pruban – zastępca szeryfa
- Artur Kaczmarski – Dr Najib
- Wojciech Chorąży – policjant

Lektor: Tomasz Kozłowicz